# Trigger (muziek)

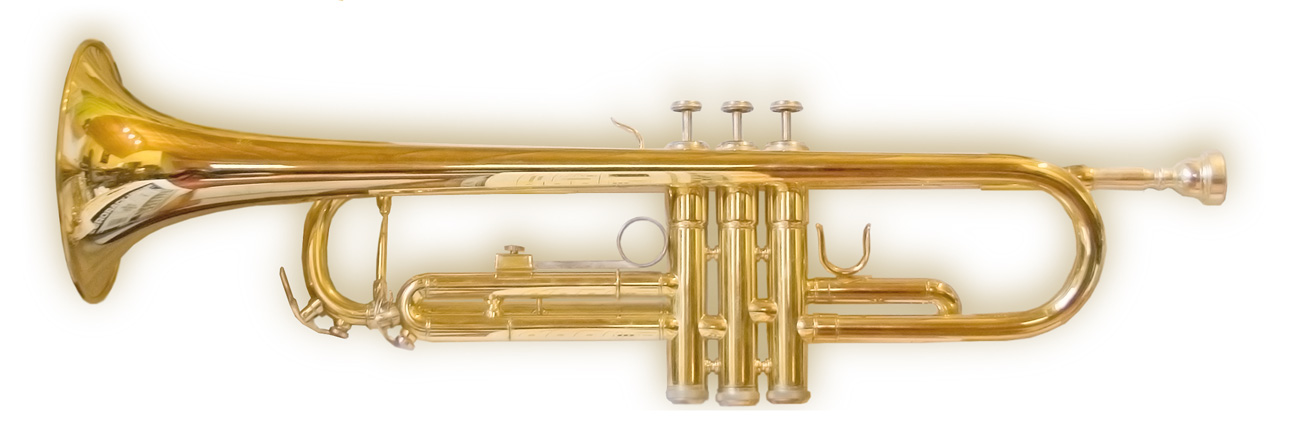
Bij een trompet bevindt de trigger zich aan de achterzijde van het derde ventiel (hier: links van het meest linkse ventiel)

Een trigger is een uitschuifbaar buisje dat bij sommige blaasinstrumenten met  ventielen op de eerste en derde ventielbuis is bevestigd, omdat de toon die geblazen wordt soms iets te hoog is als er een ventielcombinatie wordt gebruikt.
Dit kan opgelost worden door de ventielbuis iets langer te maken (de luchtstroom legt dan een langere weg af en de toon wordt dan lager. Dit doet men door de trigger uit te schuiven, de toon wordt dan iets lager en dus zuiver. 

De trigger wordt soms iets meer en soms iets minder uitgeschoven, dit hangt ervan af hoeveel ventielen er ingedrukt worden, en in welk octaaf er gespeeld wordt.

De trigger wordt bij bijvoorbeeld een trompet gebruikt bij de Cis van het eengestreept octaaf (dan moet hij ver uit), en bij de D van het eengestreept octaaf (dan moet hij iets minder ver uit). 